# Talbotiella eketensis
Talbotiella eketensis é uma espécie vegetal da família Fabaceae.
Apenas pode ser encontrada na Nigéria.
Está ameaçada por perda de habitat.